# ليو مورا
ليو مورا (بالبرتغالية: Leonardo da Silva Moura‏) (23 أكتوبر 1978 في البرازيل - ) هو لاعب كرة قدم برازيلي في مركز الدفاع. شارك مع منتخب البرازيل لكرة القدم. أما مع النوادي، فقد لعب مع أدو دين هاغ وبوتافوغو ريغاتاس وبيرسخوت إيه سي وسبورتينغ براغا ونادي بالميراس ونادي ساو باولو ونادي فاسكو دا غاما ونادي فلامنغو ونادي فلومينينسي ونادي جوا وClube Atlético Metropolitano ‏ وLinhares Esporte Clube ‏ ونادي سانتا كروز وفورت لودردايل سترايكرز وFort Lauderdale Strikers (2006–2016) ‏.

## وصلات خارجية
- ليو مورا على موقع الاتحاد الدولي (مؤرشف)  (الإنجليزية)
- ليو مورا على موقع قاعدة بيانات كرة القدم.إي يو (الإنجليزية)
- ليو مورا على موقع ناشيونال فوتبول تيمز (الإنجليزية)
- ليو مورا على موقع Soccerway.com (الإنجليزية)
- ليو مورا على موقع عالم كرة القدم.نت (الإنجليزية)